# Wolfgang Brück (Eishockeyfunktionär)
Wolfgang Brück (* 26. Januar 1961) ist ein deutscher Eishockeyfunktionär, der als Geschäftsführer der Iserlohn Roosters aus der Deutschen Eishockey Liga (DEL) sowie Vorsitzender des Iserlohner EC tätig ist. Zudem gehört er dem Aufsichtsrat der DEL an. Von 2004 bis 2010 war er Vizepräsident des Deutschen Eishockey-Bundes (DEB). 

## Karriere
In den 1980er Jahren war Wolfgang Brück als Amateurfußballer erfolgreich, unter anderem bei der SV Holzwickede in der damals drittklassigen Oberliga Westfalen. Ab 1987 war er als Libero und Kapitän bei den Sportfreunden Oestrich aktiv, bei denen er als Präsidiumsmitglied auch erste Erfahrungen in der Vereinsarbeit sammelte.
Als Eishockeyfunktionär trat der Rechtsanwalt erstmals im Jahr 1994 in Erscheinung, als er auf der Gründungsversammlung des Iserlohner EC e. V. (IEC) zum 2. Vorsitzenden gewählt wurde. Im Jahr 2000 trat er die Nachfolge des 1. Vorsitzenden Jochen Vieler an. Im Sommer 2000 führte er den Verein in die Deutsche Eishockey Liga (DEL), indem er für den IEC die DEL-Lizenz der Star Bulls Rosenheim von dessen Gesellschafter Anton Kathrein erwarb. In diesem Zuge wurde die Firma, über die in Rosenheim die Profimannschaft betrieben wurde, nach Iserlohn verlegt und in Iserlohn Roosters GmbH umbenannt. Zwei Jahre später übernahm Brück, der bereits als Gesellschafter an der GmbH beteiligt war, gemeinsam mit Josef Jost auch die Geschäftsführung.
Als Vertreter der DEL wurde Brück im Jahr 2004 als Nachfolger von Joachim Haselbacher zum Vizepräsidenten des Deutschen Eishockey-Bundes (DEB) gewählt. Dieses Amt hatte er unter den Präsidenten Hans-Ulrich Esken und Uwe Harnos bis 2010 inne, als er nicht zur Wiederwahl antrat. Im selben Jahr wurde Brück als einer von vier Klubvertretern in den DEL-Aufsichtsrat gewählt, dem er seitdem ohne Unterbrechung angehört. Zudem ist er Mitglied der Rechts- und Wirtschaftskommission der Liga-Gesellschaft.